# 中畑村 (福島県)
中畑村（なかはたむら）は福島県西白河郡にかつて存在した村である。

## 地理
現在の矢吹町の南部に位置する。
村域は山がちな地形である。

## 歴史

### 村域の変遷
- 1889年（明治22年）4月1日 - 町村制施行により、中畑村・大畑村・松倉村が合併し西白河郡中畑村が発足。
- 1953年（昭和28年）
  - 中畑村の一部（大畑の一部）は三神村に編入。
  - 三神村の一部（三城目の一部）は中畑村に編入。
- 1955年（昭和30年）3月31日 - 中畑村は矢吹町・三神村と岩瀬郡広戸村の一部（柿之内・高林の各一部）とともに合併し矢吹町が発足。中畑村は消滅。

変遷表
| 1868年 以前 | 1868年 以前    | 明治22年 4月1日 | 昭和28年        | 昭和30年 3月31日 | 現在   |
| ----------- | -------------- | --------------- | --------------- | ---------------- | ------ |
|             | 三城目村の一部 | 三神村 の一部   | 中畑村 に編入。 | 矢吹町           | 矢吹町 |
|             | 中畑村         | 中畑村          | 中畑村          | 矢吹町           | 矢吹町 |
|             | 大畑村         | 中畑村          | 中畑村          | 矢吹町           | 矢吹町 |
|             | 松倉村         | 中畑村          | 中畑村          | 矢吹町           | 矢吹町 |
|             | 大畑村の一部   | 中畑村          | 三神村 に編入。 | 矢吹町           | 矢吹町 |

## 大字
- 中畑（なかはた）
- 大畑（おおばたけ）
- 松倉（まつくら）

## 人口・世帯

### 人口
総数 [単位： 人]
| 1889年（明治22年） | 1,581 |
| 1920年（大正 9年） | 2,154 |
| 1935年（昭和10年） | 2,451 |

### 世帯
総数 [単位： 世帯]
| 1920年（大正 9年） | 428 |
| 1935年（昭和10年） | 448 |